# Маріуполь (ватерпольний клуб)
«Маріуполь» (укр. «Маріуполь») (колишні назви — «Азов», «Іллічівець») — українська команда з водного поло з міста Маріуполя.
Заснований у 1971 році. Тринадцятитикратний чемпіон України (1975, 1984, 1998—2000, 2002—2009). Багаторазовий володар кубка України. Дворазовий володар Кубка Адміралів (2004, 2005).

## Історія
Перерахування трофеїв ватерпольного клубу «Маріуполь» (раніше «Азов» і «Іллічівець»), завойованих на всеукраїнській, всесоюзної і міжнародній аренах, зайняли б значну частину цієї шпальти. Ціла дюжина одних тільки комплектів золотих медалей чемпіонату України!
А скільки перемог і призів в розіграшах Кубка України, на міжнародних турнірах, а також в спартакіадах та універсіадах, де маріупольська команда виступала в якості збірної Донецької області.
Всі ці досягнення — заслуга гравців і тренерів, які протягом чотирьох десятиліть вписували свої імена в історію клубу, а у власне життя назавжди вписали цей непростий і дуже чоловічий вид спорту. І звичайно, велика заслуга комбінату імені Ілліча, який протягом усіх цих років підтримував свій ватерпольний клуб, розділяючи з ним радість перемог і гіркоту поразок.
Історія маріупольського ватерпольної клубу, без перебільшення, унікальна. Чого вартий той факт, що як вид спорту водне поло в наше південне морське місто було експортовано з тайгового Новосибірська! Саме сибірські спортсмени в перші роки стали кістяком юнацької та дорослої команд, саме вони допомогли своєму наставнику Володимиру Суханову тренувати молодших. Для більшості ватерпольної «місіонерів» Маріуполь згодом став другою батьківщиною. Причому не тільки для новосибірців, але і для краматорчан, які приїжджали сюди «пограти», а залишилися на десятиліття. Взагалі, коли мова йде про становлення цього клубу, хочеться застосувати «металургійну» метафору: при виробництві високолегованої сталі «ватерпольний клуб» Маріуполь"" в єдиний продукт переплавилися три складові — ватерполо маріупольське, новосибірське і краматорське. Кожна з них заслуговує добрих слів, представникам кожної є що згадати і розповісти.
Той, кого нині називають батьком маріупольського водного поло, — Володимир Суханов народився в Горькому (Нижній Новгород). Працював успішно тренером новосибірського «Динамо» в Росії, де зробив цей клуб чемпіоном Союзу.

### Перші кроки водного поло в Маріуполі
У 1967 році, після сенсаційної перемоги новосибірського «Динамо» в союзній першості, Суханову посипалися пропозиції про тренерську роботу з Ленінграда, Києва і Харкова. Володимир Олексійович побував скрізь, але зупинився на … провінційному Маріуполі, головним чином тому, що тут йому пообіцяли створити особливо сприятливі умови для роботи. Суханов сказав, що йому потрібен басейн і шість квартир, щоб він міг запросити гравців з Новосибірська. Погодилися. Три перші роки клуб повністю фінансував Донецьк.
Тим часом, до моменту прибуття до нашого міста новосибірського десанту, водне поло в новенькому плавбасейні «Нептун» (відкрився в 1970-м) вже потихеньку проростало. Несміливо і кволо, як небажане дитя. Зі спогадів ветерана команди «Азов», представника маріупольської «фракції» в майбутньому клубі Геннадія Волика: "На водне поло я прийшов випадково. Про наборі дізнався від приятеля, який жив поруч з басейном. Прийшов вже застарий — в 15 років. Зараз в такому віці вже б не взяли. Допомогло, що я — колишній плавець. Це була зима 1971 року. Раніше мене тут виявився лише Вишняков, а після — швейна, Алейников, Маловичко і ще кілька хлопців. Тренував нас Олександр Дмитрович Бедрик. Починали ми з двох доріжок під вишкою, більше нам води не давали. нас тог та й загалом за спортсменів не вважали, в той час котирувалися плавання, стрибки у воду. Бедрик працював на чистому ентузіазмі. Починати з нуля завжди важко. Крім двох доріжок, що у нас тоді було? Саморобні плавки, які мами шили з чорної саржі (дешева, блискуча тканина. — Ред.), такі ж саморобні ситцеві шапочки, з одного боку білі, вивернеш — сині, які ні від чого не захищали, а просто були одним з елементів форми. Використовували ми шкіряні м'ячі «Матадор», схожі на футбольні . Зшиті вони були з п'ятикутних шматочків шкіри, волога дуже швидко проникала крізь шви, і до кінця тренування м'яч не була м'яч, а круглий цеглинка. Щоб хоч якось врятувати ситуацію, перед кожним тренуванням ми натирали м'ячі звичайної мастикою, а після — по черзі забирали додому на просушку. Для нас в той час великим авторитетом була команда з Краматорська, рівнятися ми з нею ніяк не могли. По-перше, там водне поло почало розвиватися набагато раніше, по-друге, у них був дуже зацікавлений і грамотний тренер Дудник. А ось через рік — півтора, після приїзду Суханова, водне поло перемістилося, причому назавжди, в Маріуполь.

### Нова ера. З болем, кров'ю і перемогами
Для залучення дітвори до занять водним поло була широко розгорнута реклама — афіші, оголошення по міському радіо та обласному телебаченню. Дітвора в басейн повалила, Суханов ледь встигав оглядати претендентів. «Народу йшло багато, — розповідає він, — а у нас же був не набір, а відбір. І якщо дитина за своїми фізичними даними для водного поло не підходила, батьки обурювалися і погрожували скаржитися».
Слідом за Сухановим через рік в Маріуполь прибула група новосибірських динамівців: Юречко, Баранніков, Цибіков, Савельєв, Карташов, Черкасов, трохи пізніше — Обедінський. П'ятьох забезпечили обіцяними квартирами, останнього, по молодості років, влаштували в гуртожиток. Новосибірці не тільки самі тренувалися, а й допомагали Суханову тренувати маленьких «новобранців». Свою роль вони зіграли і в спортивній загартуванню місцевих хлопців з Бедриківського набору.
«Ой, і важко нам довелося, — згадує про ті часи Геннадій Волик. — Нам, неготовим тоді до серйозних фізичних навантажень, доводилося звикати до дворазовим, а іноді і до триразовим тренувань. Спочатку було особливо важко. Доходило до того, що до кінця занять — пливемо чи, м'яч чи розігруємо — я думав тільки про те, як мені хочеться їсти. Під час тренувань Суханов (як я зараз розумію — для виховання і зміцнення в нас волі) заохочував дуже грубу, жорстку гру з боку новосибірців. Вони в майстерності на голову вище нас, а ми були тоді і хто. Але навчилися терпіти травми і розбиті носи — все це допомогло в майбутньому. На новосибірців ми особливо не ображалися, вони були нормальні хлопці, Георгій Баранніков навіть персонально зі мною займався, показував всякі тонкощі, хитрості. Запам'ятався мені і Володя Юречко — такий справжній сибірський мужик, жорсткий, але справедливий.
Суханов визначив, що моє місце в грі бути центральним нападаючим, або „стовпом“, як у нас кажуть. Новосибірці прибули в Маріуполь в 1973-м, а вже через два роки, в 1975-му ми взяли „бронзу“ на Спартакіаді України. Для всіх це було громом серед ясного неба. Навіть для нас. Ну а потім почалося: боротьба за вихід в першу лігу України, поїздки на змагання».

### Один з «емігрантів»
Один з представників краматорського «фракції» Валерій Завізіон родом з Харкова. У Краматорськ його сім'ю занесло завдяки військовій професії батька. У ватерполо він прийшов з плавання у восьмому класі: «Тренери вирішили, що як плавець я не перспективний, а мені дуже подобалося бути в воді, тому я пішов у водне поло». Після школи Валерій вирушив до Москви вступати в енергетичний інститут, але невдало. І прийняв пропозицію Суханова продовжити кар'єру ватерполіста в Маріуполі. «Придивився він мене на чемпіонаті ЦС» Авангард «, — ділиться спогадами Валерій Михайлович. — Мене часто ставили на захист, швидкість була непоганою і удар хороший. Я був гравець універсальний. Єдине, не любив грати за» стовпа "- не вистачало маси. до Маріуполя я приїхав 4 січня 1974 року народження, одночасно з Олександром Обедінським. Маріупольських гравців знав практично всіх, а Сашу побачив вперше, був він таким худеньким, щупленьким. Коли я зайшов в басейн, він щойно приїхав з аеропорту. Так ми і познайомилися " .
Маріупольський басейн був на порядок краще краматорського, сподобався Завізіон і тренер — представницький, вимогливий: «Я дуже вдячний Володимиру Олексійовичу, пройшов у нього хорошу школу. До гравців він ставився по заслугах, а у мене все виходило непогано … На Маріуполь припав мій найцікавіший вік — чотири роки після школи. Ми втрьох — я, Саша Обедінський і Сергій Марков — жили в одній кімнаті в робочому гуртожитку по вулиці Карпінського, умови — страшненькі, навіть ліжок на всіх не вистачало, іноді спали на них по черзі. Але нічого — н сумували, тренувалися по два рази в день. Поступили в інститути: я і Серьога в Маріупольський металургійний, Саша — в київський фізкультурний. Перейшли в студентський гуртожиток на вулиці Казанцева. З краматорчан першим приїхав в Маріуполь воротар Сергій Василенко (правда, через півроку повернувся), потім — Сергій Марков, я, а після нас потихеньку „емігрувала“ ще ціла група. Водне поло тут ставало дедалі популярнішими, особливо коли вийшли в Першу лігу. Коли проводилися турніри, в басейні завжди було повно глядачів. Влітку наша тренувальна база була на морі, у коксохімівський водної станції. А жили ми поруч в будиночку, який надали для іногородніх гравців і тим, кому двічі в день на тренування було їздити далеко».
Крім загальнофізичної підготовки з біганням, стрибання, грою в футбол і баскетбол, ватерполісти тренувалися в море — пливли від пірса до пірсу, працювали з м'ячами. «Як ми відпочивали? Могли просто повалятися на пляжі або йшли в будиночок поспати. Увечері, траплялося, ходили на танці, дискотеки — увагою дівчат обділені були. Щодо самоволок і порушень — це немає. Розумієте, у нас команда була дуже хороша, дружна, завжди разом свята відзначали, без відмінностей — місцевий ти або приїжджий. Коли я переїхав до Києва, там все було по-іншому: після тренування кияни відразу розбігалися по домівках, а ми, приїжджі, — я і Серьога Марков, тинялись по готелям і гуртожиткам. Нам дуже тоді не вистачало тієї дружньої Маріупольської атмосфери».
Для кожного з них, незалежно від «фракційної», а точніше — земляцької приналежності, загальними і незмінними залишаються кілька моментів. Головний з них — «Водне поло — назавжди!»
Володимир Суханов, заслужений тренер України: «Я дуже вдячний долі за те, що пов'язав своє життя з водним поло. Хоча це, звичайно, дуже важкий вид спорту. Щоб досягти успіху, ватерполісти повинні володіти всіма якостями спортсмена високого класу плюс швидкість і морально-вольова підготовка. Просто плисти і то втомлюєшся, а коли тебе тримають, впливаючи на будь-які больові точки ?! Але це — чоловічий спорт».
Валерій Завізіон, колишній гравець маріупольського «Азова» і київського «Динамо»: «Водне поло для мене було сенсом життя. Мені подобалося грати. Поставив мету потрапити в збірну Союзу — в 1979 році потрапив. В її складі їздив на універсіади, міжнародні турніри. хотілося працювати за кордоном — покликали до Словаччини, де я два роки грав, три тренував. Був тренером національної збірної Словаччини, готував її до відбіркових ігор на Олімпіаду в Атланті 1996 року. Після повернення до Києва працював тренером в „Динамо“, поки наш басейн НЕ закопали, а потім не закатали в автостоянку. Тепер ми залишилися на вулиці, без тренувальної бази. Свого онука я із задоволенням би привів у водне поло, хоча це дуже важкий і жорсткий спорт. Але заведу тільки тоді, коли будуть хороші умови і перспективи».
Геннадій Волик, колишній гравець «Азова»: «Якби у мене був син або онук, хотів би, щоб вони займалися водним поло. Адже цей спорт дає не тільки фізичний розвиток, а й змушує думати — тут мало мати богатирське здоров'я і класно плавати. до цього дня цікавлюся, як справи в нашій команді, нашому клубі. Бажаю хлопцям тільки перемог».
 За сорок років через ВК «Маріуполь» пройшли десятки, а то і сотні яскравих, харизматичних особистостей. Хтось із них назавжди пов'язав своє життя з водним поло, як, наприклад, наставники команди майстрів — заслужений тренер України Олександр Обедінський і Олексій Теренік, тренери ДЮСШ Олександр Швейнов, Володимир Вишняков, Георгій Баранніков (заслужений тренер України) і Олександр Алейников. Хтось працює на виробництві: Геннадій Волик — на комбінаті імені Ілліча, Сергій Коробкін — на «Азовсталі». Володимир Капінус став директором ДЮСШ «Маріуполь», Валерій Завізіон — підприємцем, Сергій Марков — банкіром, Геннадій Зімбель — театральним актором. У клубі є і свої династії: слідами Олександра Обедінського пішов його син Євген (і також, як батько, став капітаном команди), у Володимира Вишнякова — обидва сини, Андрій і Антон. Серед ватерпольної династій — В'ячеслав Костанда і його син Ярослав. На місце старшого Олега Бабенка прийшов його син Олег Бабенко-молодший, який нині захищає ворота команди майстрів. Привів у водне поло свого спадкоємця і Євген Наріца. А це означає, що у клубу є майбутнє, є кому зберігати і розвивати традиції, підкорювати нові вершини.

## Досягнення
Чемпіонат України
Чемпіон(12) — 1975, 1984, 1998, 1999, 2000, 2002, 2003, 2004, 2005, 2006, 2007, 2008, 2009
Срібний призер — 2001, 2010, 2011, 2013, 2014
Бронзовий призер — 1994, 1995, 2015, 2018, 2023
Кубок України
Володар(6) — 1998, 1999, 2000, 2003, 2006, 2009

## Принагідно
- Ватерпольний клуб «Маріуполь» виборов путівку в Суперлігу чемпіонату України